# Beter Leven-keurmerk

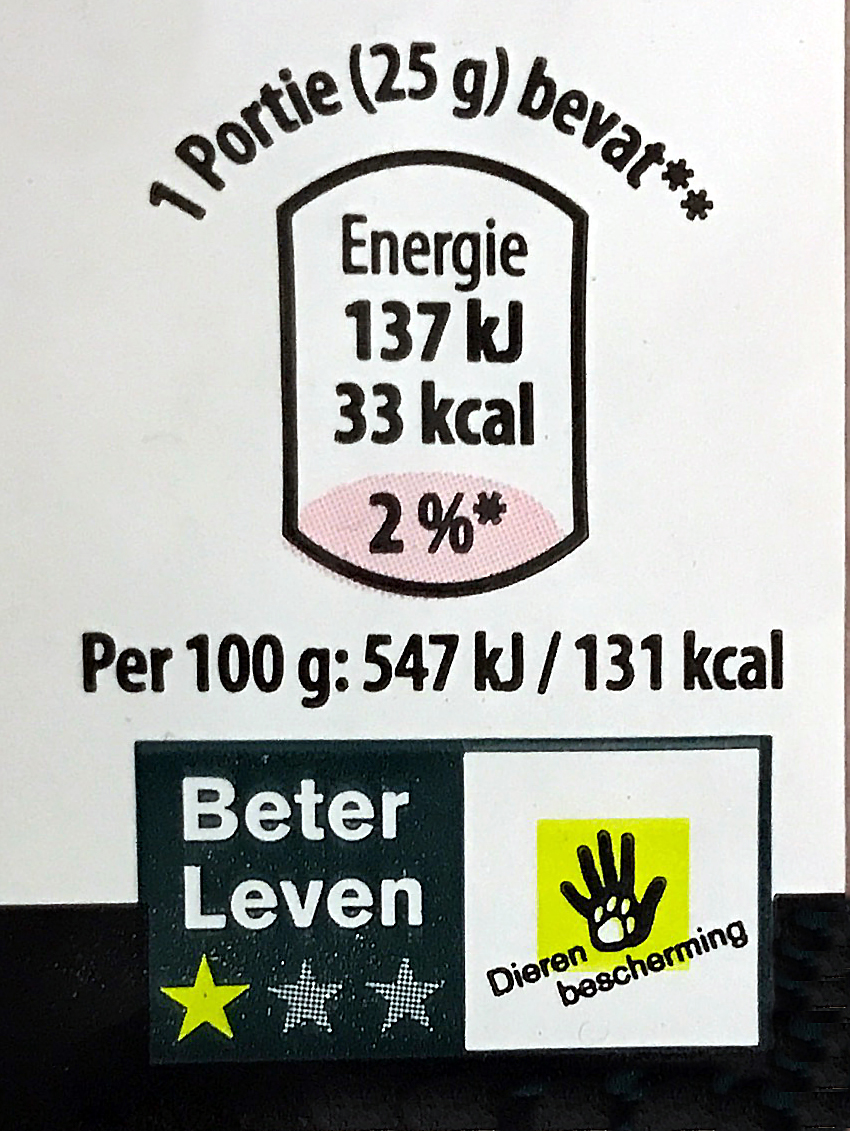
Etiket met Beter Leven-keurmerk

Het Beter Leven-keurmerk is een Nederlands keurmerk en sterrensysteem voor vlees, kip en eieren. Het keurmerk beoogt dierenwelzijn achter het product inzichtelijk te maken. Het werd in  2007 geïntroduceerd door De Dierenbescherming.

## Achtergrond
Het keurmerk beoogt consumenten te helpen bij het maken van een diervriendelijke keuze, door middel van een drie-sterrensysteem. Producten met één ster garanderen een iets aangenamer leven voor het dier, producten met drie sterren garanderen een veel beter leven van het dier ten opzichte van het leven van 'reguliere' productiedieren. Per 2014 hebben zo'n 30 miljoen kippen, koeien en varkens een minder onaangenaam leven gehad dankzij het keurmerk. Per diersoort zijn er criteria opgesteld. Hoe meer sterren er op de verpakking vermeld zijn, hoe beter en minder onaangenaam de dieren het gehad hebben bij de veehouder of pluimveehouder.
Er wordt onderscheid gemaakt tussen acht diersoorten: varkens, vleeskuikens, leghennen, melkkoeien, vleesrunderen, vleeskalveren, kalkoenen en konijnen. Omdat varkens, koeien en pluimvee ander natuurlijk gedrag vertonen en andere wensen hebben, zijn de eisen steeds toegespitst op het betreffende dier. Desondanks gaan veel eisen voor de eerste ster over beter voer, meer ruimte in de stal en daglicht. Bij de verdere eisen staan vaak eisen over kortere transporttijd, tragere groei, langere tijd bij de moeder na geboorte en buitenruimte. Bij varkens zijn er eisen over speelmateriaal.
Het Beter Leven-keurmerk geeft onder andere het aantal vleeskuikens per vierkante meter weer.

## Overzicht aantal m² per dier

### Melkkoeien

#### Aantal ligboxen
| Gangbaar | 1 ster                                                 | 2 sterren                                                | 3 sterren                                                                                 |
| -------- | ------------------------------------------------------ | -------------------------------------------------------- | ----------------------------------------------------------------------------------------- |
| Geen eis | Één ligplek per koe, loopruimte minimaal 5 m² per koe. | Één ligplek per koe, loopruimte minimaal 7,5 m² per koe. | Één ligplek per koe. 5% meer ligplaatsen dan het aantal koeien, loopruimte 10 m² per koe. |

#### Overige eisen
Daarnaast zijn er eisen voor het afleidingsmateriaal (borstels), de bodembedekking van de ligbox (koematras van rubber of diepe strooisellaag), de weidegang (aantal dagen per jaar/uren per dag) en met betrekking tot het zogen van het kalf.
Bron: Dierenbescherming

### Vleesrunderen

#### Ruimte
| Gangbaar | 1 ster          | 2 sterren       | 3 sterren       |
| -------- | --------------- | --------------- | --------------- |
| Geen eis | 5,4 m² per rund | 6,6 m² per rund | 8,5 m² per rund |

#### Overige eisen
Overige eisen zijn het aantal maanden dat het kalf minimaal bij de moeder is, materiaal in de ligplaats (zacht, van stro) en eisen met betrekking tot de weidegang (het aantal maanden per jaar).
Bron: Factsheet Vleesrunderen, 

### Varkens

#### Leefruimte zeug
| Gangbaar | 1 ster  | 2 sterren | 3 sterren |
| -------- | ------- | --------- | --------- |
| 2,25 m²  | 2,25 m² | 2,5 m²    | 2,5 m²    |

#### Overige eisen
Eisen met betrekking tot de buitenloop van het zeug en het vleesvarken, leefruimte van het vleesvarken, weidegang, afleidingsmateriaal (wroetbaar, eetbaar en afbreekbaar materiaal) en het al dan niet couperen van de staart.

### Leghennen

#### Ruimte
| Gangbaar        | 1 ster          | 2 sterren       | 3 sterren         |
| --------------- | --------------- | --------------- | ----------------- |
| 9 hennen per m² | 9 hennen per m² | 9 hennen per m² | 6,7 hennen per m² |

#### Overige eisen
Eisen met betrekking tot het afleidingsmateriaal (verplicht: graan strooien, strobalen en pikstenen), overdekte en/of vrije uitloop.
Bron: Factsheet Leghennen

### Kuikens

#### Aantal kuikens per binnenruimte
| Gangbaar                 | 1 ster            | 2 sterren         | 3 sterren         |
| ------------------------ | ----------------- | ----------------- | ----------------- |
| 18 tot 21 kuikens per m² | 12 kuikens per m² | 13 kuikens per m² | 11 kuikens per m² |

#### Overige eisen
Een langzamer groeiend ras, verplicht afleidingsmateriaal (graan strooien en strobalen), verplichte uitloop (overdekt of vrije uitloop).
Bron: Factsheet Vleeskuikens